# سيباستيان يوبيلا
سيباستيان أندرياس يوبيلا كامبون (بالإسبانية: Sebastián Ubilla)‏ ، ولد يوم 9 أغسطس، 1990 في تشيلي ، هو لاعب كرة قدم -تشيلي لعب سابقاً في نادي الشباب السعودي في عام 2018 .

## روابط خارجية
- سيباستيان يوبيلا على موقع قاعدة بيانات كرة القدم.إي يو (الإنجليزية)
- سيباستيان يوبيلا على موقع ناشيونال فوتبول تيمز (الإنجليزية)
- سيباستيان يوبيلا على موقع Soccerway.com (الإنجليزية)
- سيباستيان يوبيلا على موقع عالم كرة القدم.نت (الإنجليزية)
- سيباستيان يوبيلا على موقع AS.com (الإسبانية)